# Metternich (hrad)
Metternich je zřícenina hradu na skalnatém ostrohu nad obcí Beilstein v německé spolkové zemi Porýní-Falc. Jméno nese od 17. století po rodině Metternichů.

## Historie
O dataci vzniku hradu se vedou spory. První písemná zmínka pochází z roku 1268, kdy byl hrad v držení Johanna z Braunshornu, držitele léna kolínského arcibiskupství. Starší výzkumy však zastávaly tvrzení, že hrad pochází z výrazně starší doby, což však novodobé průzkumy od Stefana Ulricha a Alexandra Thona odmítají a zasazují vznik hradu do poloviny 13. století. Po vymření rodu pánů z Braunshornu po meči roku 1361 přešel o dva roky později hradní areál do rukou synovců posledního majitele Gerlacha z Braunshornu Kuna a Gerlacha z Winneburgu a Beilsteinu. Roku 1363 byla část hradu prodána trevírskému arcibiskupství.

Přestože byl hrad během třicetileté války obsazen švédskými a španělskými vojsky, přestál tuto dobu bez větších škod. Po vymření rodu pánů z Winneburgu a Beilsteinu přešel hrad v roce 1637 do vlastnictví Metternichů, konkrétně do rukou svobodného pána Viléma z Metternich-Winneburgu a Beilsteinu. Po rodu Metternichů získal hrad i pojmenování, původně nesl jméno odvozené od přilehlé obce Beilstein. Definitivně přešel hrad do jejich majetku až v roce 1652, kdy bylo Metternichům přisouzeno od arcibiskupa trevírského trvalé léno. 2. února 1689 byl hrad během devítileté války zničen francouzskými vojsky a již nebyl obnoven. Metternichové, konkrétně Klemens Václav, hrad společně s dalšími rodovými statky definitivně ztratili během napoleonských válek roku 1794. Od roku 1962 je hradní zřícenina ve vlastnictví rodiny Sprenger-Herzer a je od dubna do listopadu přístupná veřejnosti.

## Popis
Hradní areál se rozkládá na ploše 80 × 50 metrů. Vstup je zajištěn ze severu přes několik parkánů. Díky dochovaným torzům několika obytných paláců se hrad řadí k tzv. ganerbenburgům, jež byly obývány několika rodinami zároveň. Nespornou dominantou hradu Metternich je 25 metrů vysoký pětiboký bergfried, který dnes slouží jako rozhledna.

## Galerie

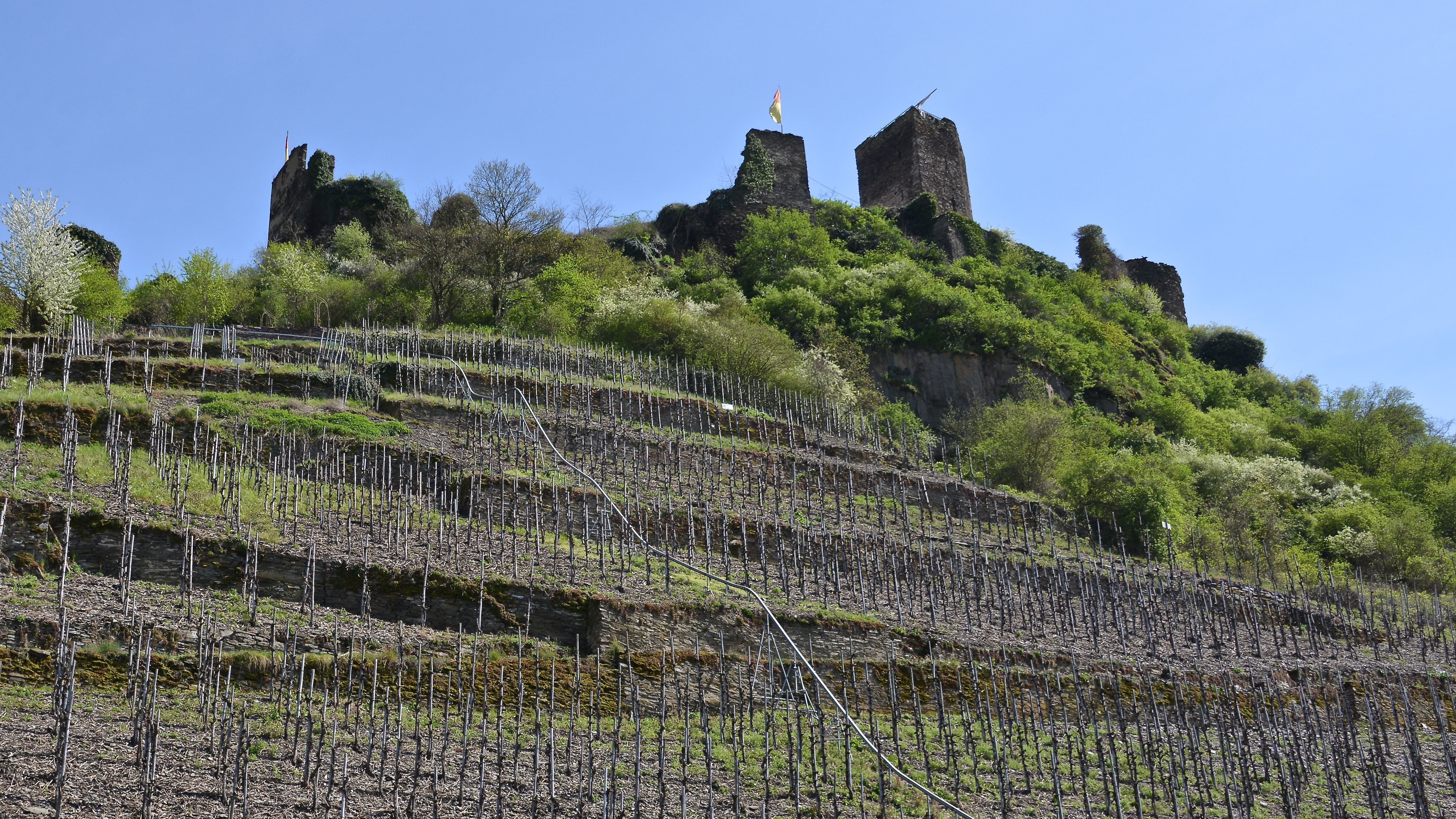
Pohled na hrad od přilehlých vinic
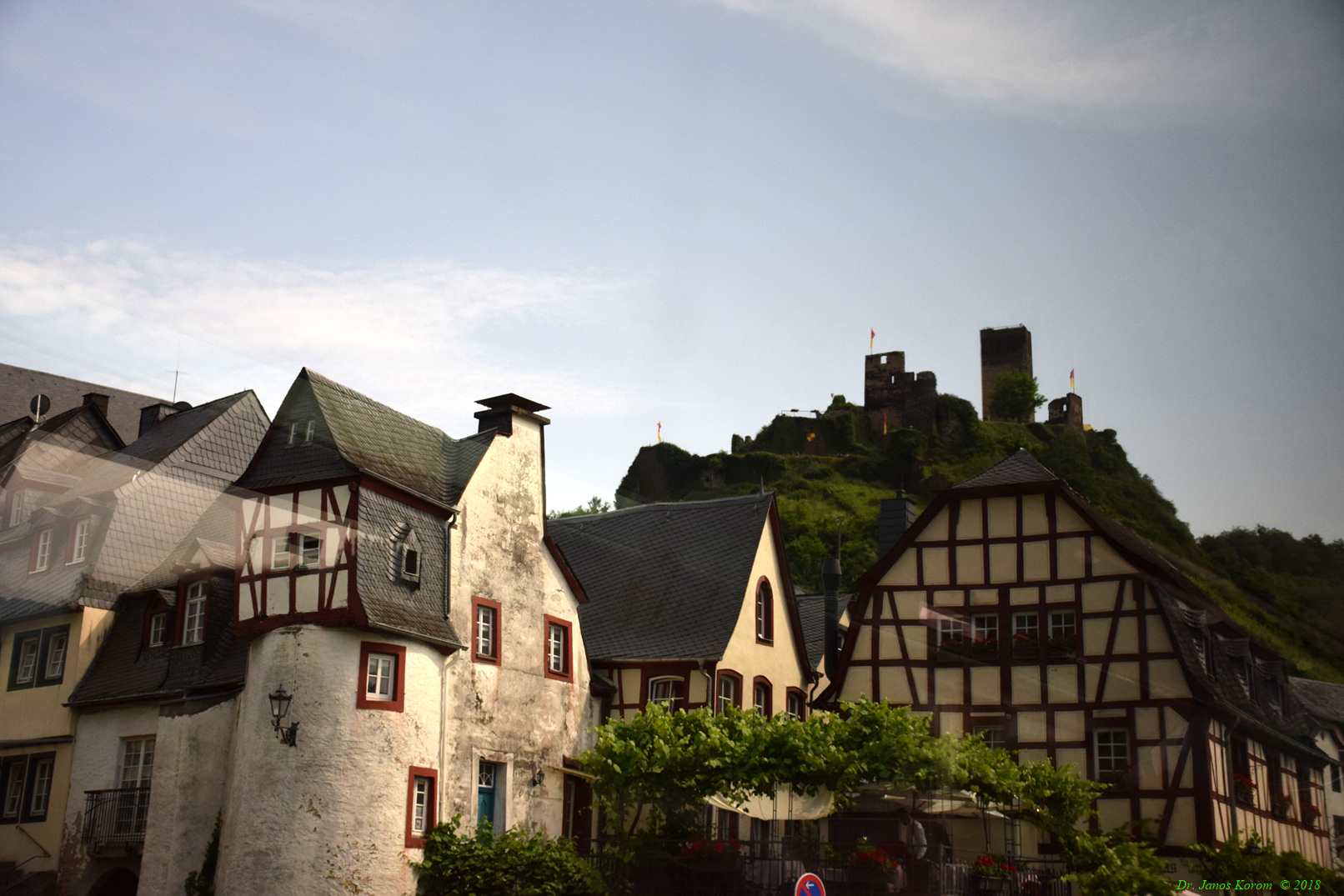
Pohled na hrad z obce Beilstein
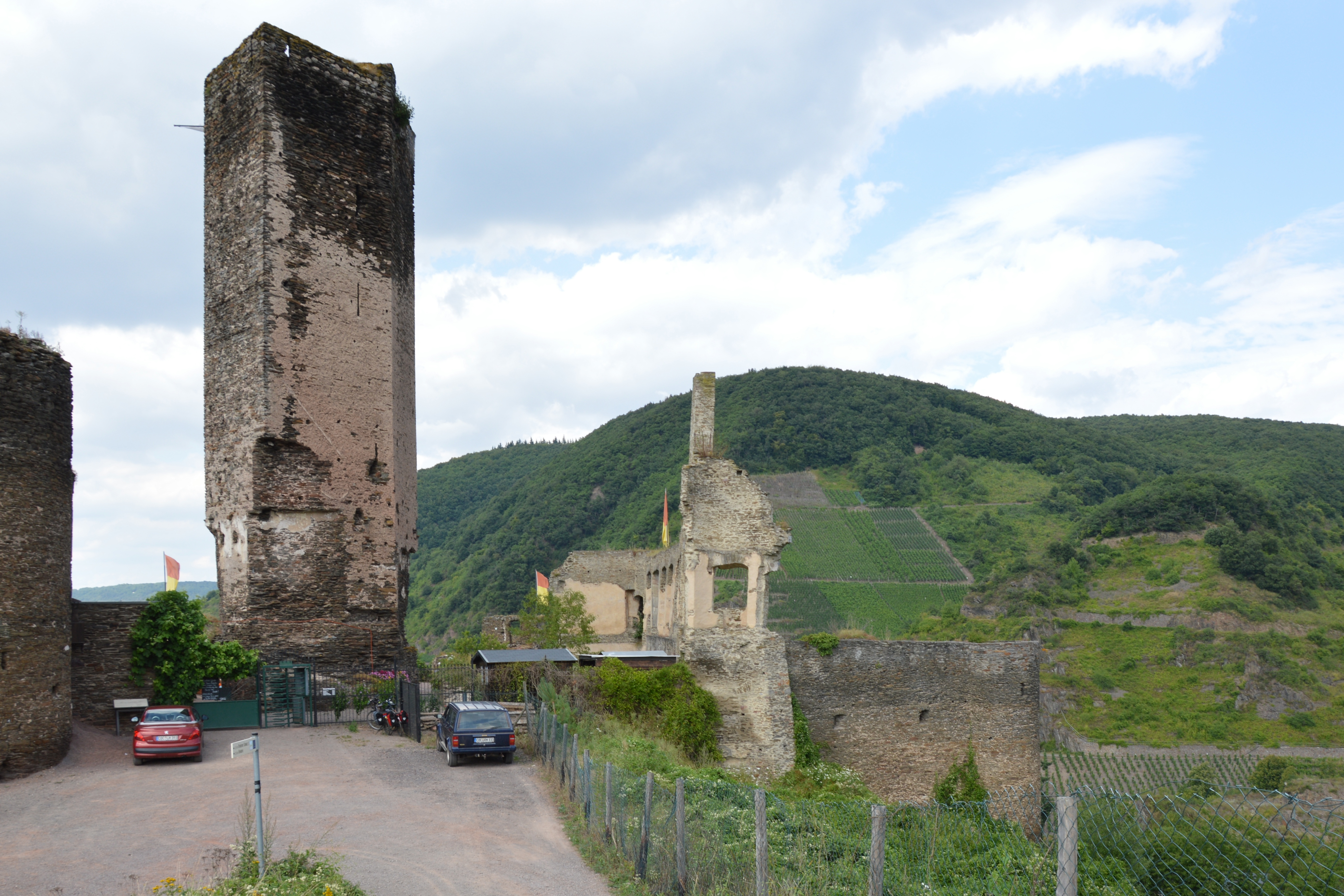
Bergfried
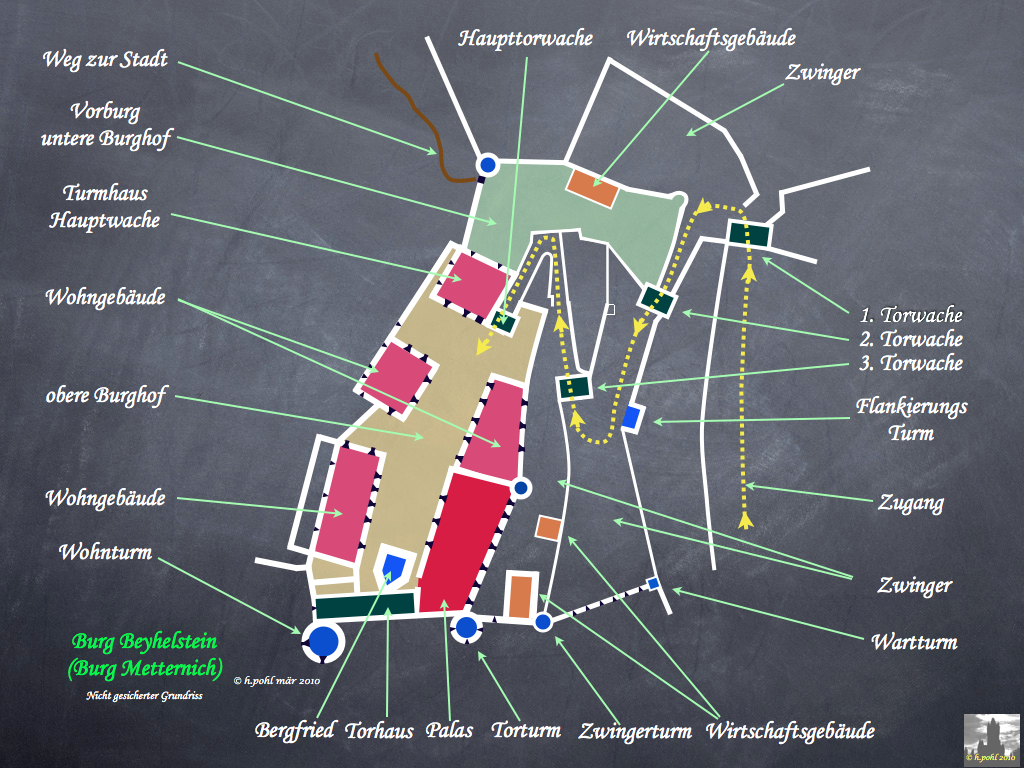
Plán hradního areálu
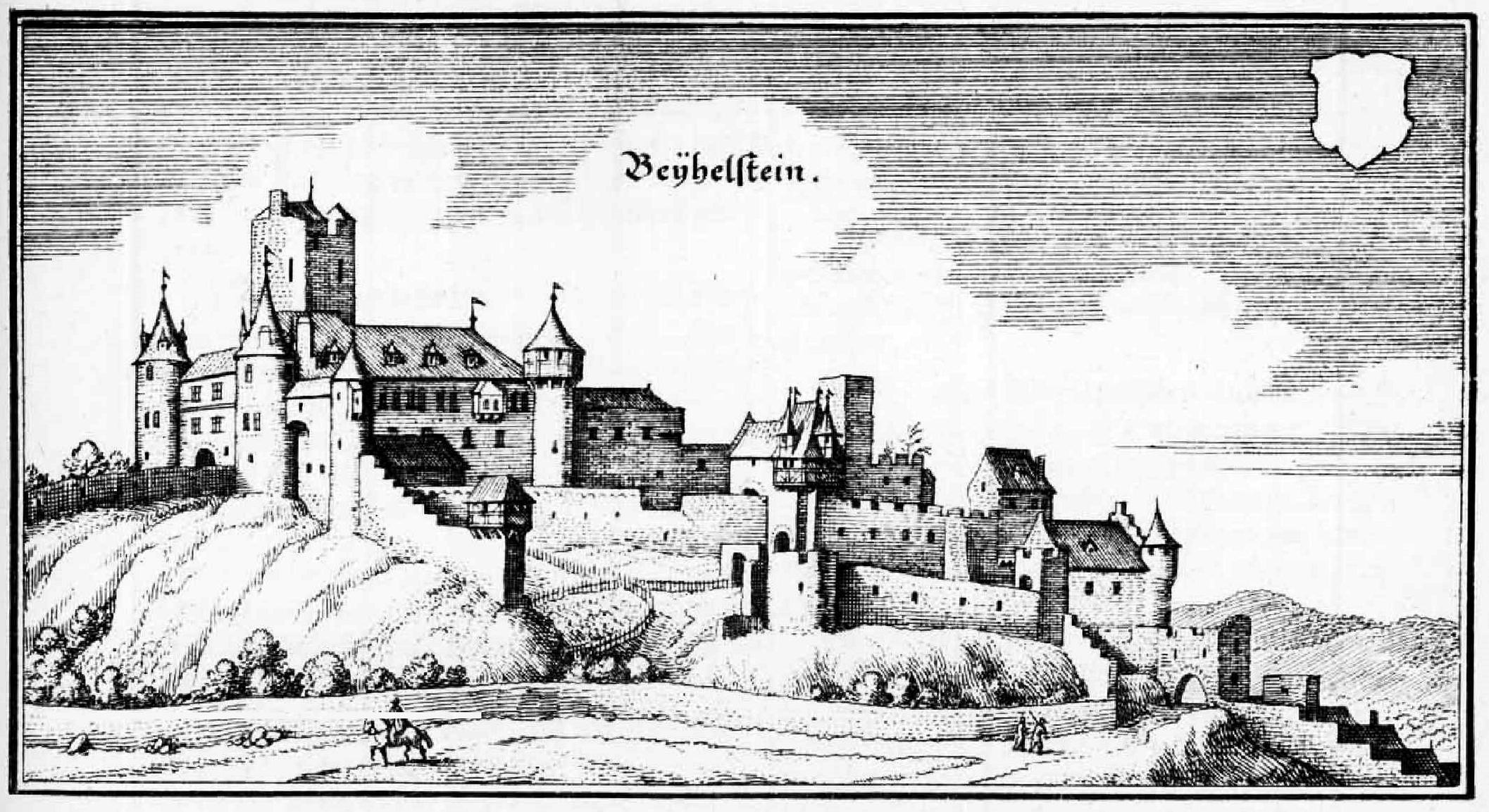
Merianův mědiryt